# NGC 7166
NGC 7166 (другие обозначения — PGC 67817, ESO 288-27, MCG -7-45-4, AM 2157-433) — галактика в созвездии Журавль.
Этот объект входит в число перечисленных в оригинальной редакции «Нового общего каталога».